# Ordem de Alexandre Nevsky (URSS)
A Ordem de Alexandre Nevsky (em russo: Орден Александра Невского; romaniz.: Orden Aleksandra Nevskogo) foi uma ordem originalmente estabelecida pela União Soviética como uma honra militar durante a Grande Guerra Patriótica por Decreto do Presidium do Soviete Supremo da URSS de 29 de julho de 1942. Seu estatuto foi alterado pelo Decreto do Presidium do Soviete Supremo da URSS de 26 de fevereiro de 1947. Trata-se de uma condecoração soviética do período da Grande Guerra Patriótica, criada simultaneamente com as ordens de Suvorov e de Kutuzov para premiar o comando da liderança militar do Exército Vermelho por méritos excepcionais na organização e direção de operações de combate e pelos sucessos alcançados nessas operações em batalhas pela Pátria. Tem um nome semelhante ao da Ordem Imperial de Santo Alexandre Nevsky, que foi estabelecida pela imperatriz Catarina I da Rússia em 1725 e continuou a ser concedida pelos chefes da Casa Romanov após a Revolução Russa de 1917. A Ordem de Alexandre Nevsky foi restabelecida pela União Soviética, menos as palavras "Imperial" e "Santo", para premiar os oficiais do exército por coragem pessoal e liderança resoluta. A Ordem foi mantida pela nova Federação Russa após a dissolução da URSS pela Decisão do Soviete Supremo da Federação Russa 2557-I de 20 de março de 1992, mas nunca foi concedida. O Decreto nº 1099 de 7 de setembro de 2010 do Presidente da Federação Russa redesenhou o distintivo da Ordem mais próximo do modelo imperial anterior a 1917 e alterou o estatuto da Ordem tornando-o um prêmio civil.

## História
Na Rússia Imperial existia a Ordem de Santo Alexandre Nevsky, com a qual eram condecoradas tanto pessoas civis quanto militares. Em 1917, ela foi abolida junto com outras ordens imperiais. A Ordem de Santo Alexandre Nevsky foi idealizada por Pedro I para premiar méritos militares. No entanto, instituída apenas após sua morte, em 1 de junho (21 de maio no calendário juliano) de 1725 por Catarina I (“em recompensa pelos esforços realizados em prol da Pátria”), a ordem passou a ser utilizada também para recompensar civis.
Em 29 de julho de 1942, foi instituída na URSS uma nova Ordem de Alexandre Nevsky como uma ordem militar destinada a condecorar o comando do Exército Vermelho.
O esboço da insígnia da ordem, escolhido para execução, foi desenhado pelo arquiteto sênior do instituto “Tsentrovoenproekt”, Igor Sergueievitch Telyatnikov. Como não havia retratos contemporâneos preservados do comandante militar, Telyatnikov inseriu na ordem a imagem de perfil do ator Nikolai Cherkasov, que interpretou Alexandre Nevsky no filme homônimo. O desenho da ordem foi aprovado em 20 de julho de 1942.
O estatuto inicialmente determinava que a condecoração poderia ser concedida apenas a comandantes de unidades militares do pelotão ao regimento, inclusive. Por decreto do Presidium do Soviete Supremo da URSS de 10 de novembro de 1942, a possibilidade de condecoração com a ordem foi estendida também aos comandantes de brigadas e divisões.
A Ordem de Alexandre Nevsky era a mais baixa entre as ordens “de comando”. Foi a única entre elas que possuía apenas uma classe.
A insígnia nº 1 da Ordem de Alexandre Nevsky foi concedida ao comandante de batalhão da infantaria naval da 154.ª Brigada de Fuzileiros Navais, o tenente sênior (posteriormente tenente-coronel) Ivan Nazarovich Ruban, pela defesa contra o ataque de um regimento fascista inteiro, apoiado por tanques, na região da curva do rio Don em agosto de 1942 (Decreto de 5 de novembro de 1942). Ruban dividiu seu batalhão em três grupos e, utilizando um deles como isca, atraiu forças inimigas significativas para uma emboscada, após o que os dois grupos restantes atacaram o inimigo. O batalhão de Ruban destruiu sete tanques e mais de duzentos soldados inimigos.
As regras para o uso da ordem, a cor da fita e sua colocação na barra de condecorações foram aprovadas pelo Decreto do Presidium do Soviete Supremo da URSS “Sobre a aprovação dos modelos e descrição das fitas das ordens e medalhas da URSS e das Regras de uso das ordens, medalhas, fitas e insígnias honoríficas” de 19 de junho de 1943.
Pelos feitos e méritos realizados durante o período da Grande Guerra Patriótica, foram concedidas 42.165 condecorações da Ordem de Alexandre Nevsky. Cinco comandantes foram condecorados três vezes, 42 pessoas receberam a ordem duas vezes. Entre os condecorados com esta ordem estão 1.470 unidades e formações das Forças Armadas e da Marinha Soviética. Durante os anos da Grande Guerra Patriótica, militares de mais de treze países estrangeiros também foram agraciados com a ordem. No estandarte de uma das unidades militares, após a reorganização das Forças Armadas nos anos 1990–2000, passaram a figurar três Ordens de Alexandre Nevsky. Após a repressão à revolta húngara de 1956, generais e oficiais também foram condecorados com a ordem.
Após a dissolução da União Soviética, a ordem foi mantida no sistema de condecorações estatais da Federação Russa pela Resolução do Soviete Supremo de 20 de março de 1992 nº 2557-I, porém até 2010 a ordem russa não possuía estatuto nem descrição oficial, e não era concedida. Em 7 de setembro de 2010, por decreto do Presidente da Rússia nº 1099 “Sobre medidas para o aperfeiçoamento do sistema estatal de condecorações da Federação Russa”, foram aprovados o estatuto e a descrição da ordem. Conforme o novo estatuto, a Ordem de Alexandre Nevsky tornou-se uma condecoração civil geral, e sua insígnia passou a reproduzir o design da ordem pré-revolucionária.

## Estatuto
A Ordem de Alexandre Nevsky era concedida a comandantes do Exército Vermelho que, nas batalhas pela Pátria durante a Guerra Patriótica, demonstrassem bravura pessoal, coragem e valentia, e que, por meio de um comando habilidoso, garantissem o sucesso das operações de suas unidades.
A concessão da Ordem de Alexandre Nevsky era feita por Decreto do Presidium do Soviete Supremo da URSS.
Eram condecorados com a Ordem de Alexandre Nevsky comandantes de divisões, brigadas, regimentos, batalhões, companhias e pelotões:
- por demonstrarem, conforme a missão de combate, iniciativa na escolha do momento oportuno para um ataque súbito, audacioso e rápido contra o inimigo, infligindo-lhe uma derrota significativa com baixas mínimas para suas próprias tropas;
- pelo cumprimento da missão de combate, pela organização persistente e precisa da coordenação entre os diferentes ramos das forças armadas, resultando na destruição total ou parcial das forças inimigas superiores em número;
- por comandarem uma unidade ou subunidade de artilharia que tenha suprimido rapidamente a artilharia inimiga, mesmo sendo esta superior em força, ou que tenha destruído posições de tiro inimigas que impediam o avanço das tropas, ou que tenha aniquilado grupos de casamatas e bunkers, ou que tenha repelido com persistência o ataque de um grande grupo de tanques, infligindo-lhes pesadas perdas;
- pelo comando de unidade ou subunidade de tanques que tenha realizado com sucesso uma operação de combate, causado grandes perdas em pessoal e equipamento ao inimigo e preservado totalmente seu próprio material;
- pelo comando de unidade ou subunidade aérea que tenha realizado com persistência e êxito diversas missões de combate, infligido severos danos ao inimigo em pessoal e equipamentos, retornando à base sem perdas;
- por ações rápidas e iniciativa na desorganização ou destruição de instalações de engenharia do inimigo, assegurando o desenvolvimento do sucesso no ímpeto ofensivo de nossas tropas;
- pela organização sistemática de comunicações estáveis de vários tipos e pela rápida eliminação de danos nelas, o que garantiu o sucesso de grandes operações militares;
- pela realização hábil e rápida de uma operação de desembarque, com perdas mínimas para nossas tropas, que causou grande derrota ao inimigo e garantiu o êxito da missão geral de combate.

A Ordem de Alexandre Nevsky é usada no lado direito do peito e se posiciona depois da Ordem de Bogdan Khmelnitsky de 3ª classe.

## Descrição
A insígnia da Ordem de Alexandre Nevsky consiste em uma estrela convexa de cinco pontas coberta por esmalte vermelho-rubi, sobreposta a uma figura regular de dez pontas com raios polidos divergentes em sua superfície. A estrela vermelha possui bordas douradas. No centro da estrela há um escudo redondo cercado, com a imagem em relevo de Alexandre Nevsky  e a inscrição ao redor em letras em relevo: “ALEXANDRE NEVSKY” (em russo: "ALEKSANDR NEVSKIY"; ALEKSANDR NEVSKIY). O escudo é rodeado por uma coroa de louros dourada. As extremidades inferiores dos ramos dessa coroa são cobertas por um escudo decorativo com a imagem dourada da foice e martelo. Sobre o fundo de raios da figura de dez pontas aparecem as extremidades de duas alabardas douradas cruzadas atrás do escudo redondo. Na parte inferior da ordem, atrás do escudo decorativo, estão cruzados um sabre, uma lança, um arco e uma aljava com flechas, todos dourados.
A insígnia da Ordem de Alexandre Nevsky era feita de prata. O conteúdo de prata na insígnia é de 37,056±1,387 g. O peso total da insígnia é de 40,8±1,7 g.
O tamanho da insígnia, medido entre a extremidade da estrela vermelha e o vértice oposto da figura de dez pontas, é de 50 mm. A distância do centro da insígnia até o vértice de qualquer um dos raios esmaltados da estrela de cinco pontas é de 26 a 27 mm.
Inicialmente, a Ordem de Alexandre Nevsky era usada sobre uma base retangular revestida com fita de moiré vermelha. Essa base era produzida em dois tamanhos: 30×21 mm ou 29,5×20 mm. Em junho de 1943, essas bases foram abolidas, e a insígnia passou a ser fabricada com um pino rosqueado e porca para fixação à roupa.
A barreta da ordem, usada na barra de condecorações em lugar da insígnia, é de seda moiré azul-clara com uma faixa vermelha longitudinal no centro. A largura da barreta é de 24 mm, e a largura da faixa é de 5 mm.